# Lerista simillima
Lerista simillima — вид сцинкоподібних ящірок родини сцинкових (Scincidae). Ендемік Австралії.

## Поширення і екологія
Lerista simillima мешкають в посушливій південній частині регіону Кімберлі у Західній Австралії, а також на північному заході Великої Піщаної пустелі. Вони живуть в сухих акацієвих заростях і рідколіссях піндан. Ведуть риючий спосіб життя.